# Gran Premio de Suecia de Motociclismo
El Gran Premio de Suecia de Motociclismo fue una carrera de motociclismo de velocidad que se corrió interrumpidamente entre el año 1958 hasta el año 1990 en los circuitos de: Hedemora, Kristianstad y Anderstorp Raceway. 
El maximó ganador de este gran premio es Barry Sheene con 7 victorias: 6 en 500cc y 1 en 125cc, Börje Jansson y Kent Andersson fueron los únicos pilotos suecos en ganar en casa.

## Ganadores

### Ganadores múltiples (pilotos)
| # Victorias | Piloto             | Victorias | Victorias                          |
| # Victorias | Piloto             | Categoría | Años ganador                       |
| ----------- | ------------------ | --------- | ---------------------------------- |
| 7           | Barry Sheene       | 500 cc    | 1975, 1976, 1977, 1978, 1979, 1981 |
| 7           | Barry Sheene       | 125 cc    | 1971                               |
| 4           | Giacomo Agostini   | 500 cc    | 1971, 1972                         |
| 4           | Giacomo Agostini   | 350 cc    | 1971, 1972                         |
| 4           | Ángel Nieto        | 125 cc    | 1972, 1977                         |
| 4           | Ángel Nieto        | 50 cc     | 1971, 1976                         |
| 4           | Eddie Lawson       | 500 cc    | 1984, 1986, 1988, 1989             |
| 3           | Teuvo Länsivuori   | 500 cc    | 1974                               |
| 3           | Teuvo Länsivuori   | 350 cc    | 1973, 1974                         |
| 3           | Takazumi Katayama  | 350 cc    | 1977                               |
| 3           | Takazumi Katayama  | 250 cc    | 1974, 1976                         |
| 3           | Pier Paolo Bianchi | 125 cc    | 1976, 1975, 1979                   |
| 3           | Anton Mang         | 250 cc    | 1981, 1985, 1987                   |
| 3           | Fausto Gresini     | 125 cc    | 1984, 1986, 1987                   |

### Por año
| Año  | Circuito     | 80cc              | 125 cc             | 250 cc            | 350cc             | 500cc             |
| ---- | ------------ | ----------------- | ------------------ | ----------------- | ----------------- | ----------------- |
| 1990 | Anderstorp   |                   | Hans Spaan         | Carlos Cardús     |                   | Wayne Rainey      |
| 1989 | Anderstorp   |                   | Alex Crivillé      | Sito Pons         |                   | Eddie Lawson      |
| 1988 | Anderstorp   |                   | Jorge Martínez     | Sito Pons         |                   | Eddie Lawson      |
| 1987 | Anderstorp   |                   | Fausto Gresini     | Anton Mang        |                   | Wayne Gardner     |
| 1986 | Anderstorp   |                   | Fausto Gresini     | Carlos Lavado     |                   | Eddie Lawson      |
| 1985 | Anderstorp   |                   | August Auinger     | Anton Mang        |                   | Freddie Spencer   |
| 1984 | Anderstorp   |                   | Fausto Gresini     | Manfred Herweh    |                   | Eddie Lawson      |
| Año  | Circuito     | 50cc              | 125 cc             | 250 cc            | 350cc             | 500cc             |
| 1983 | Anderstorp   |                   | Bruno Kneubühler   | Christian Sarron  |                   | Freddie Spencer   |
| 1982 | Anderstorp   |                   | Iván Palazzese     | Roland Freymond   |                   | Takazumi Katayama |
| 1981 | Anderstorp   |                   | Ricardo Tormo      | Anton Mang        |                   | Barry Sheene      |
| 1979 | Karlskoga    |                   | Pier Paolo Bianchi | Graziano Rossi    |                   | Barry Sheene      |
| 1978 | Karlskoga    |                   | Pier Paolo Bianchi | Gregg Hansford    | Gregg Hansford    | Barry Sheene      |
| 1977 | Anderstorp   | Ricardo Tormo     | Ángel Nieto        | Mick Grant        | Takazumi Katayama | Barry Sheene      |
| 1976 | Anderstorp   | Ángel Nieto       | Pier Paolo Bianchi | Takazumi Katayama |                   | Barry Sheene      |
| 1975 | Anderstorp   | Eugenio Lazzarini | Paolo Pileri       | Walter Villa      |                   | Barry Sheene      |
| 1974 | Anderstorp   | Henk van Kessel   | Kent Andersson     | Takazumi Katayama | Teuvo Länsivuori  | Teuvo Länsivuori  |
| 1973 | Anderstorp   | Jan de Vries      | Börje Jansson      | Dieter Braun      | Teuvo Länsivuori  | Phil Read         |
| 1972 | Anderstorp   | Jan de Vries      | Ángel Nieto        | Rod Gould         | Giacomo Agostini  | Giacomo Agostini  |
| 1971 | Anderstorp   | Ángel Nieto       | Barry Sheene       | Rod Gould         | Giacomo Agostini  | Giacomo Agostini  |
| 1961 | Kristianstad |                   | Luigi Taveri       | Mike Hailwood     | František Šťastný | Gary Hocking      |
| 1959 | Kristianstad |                   | Tarquinio Provini  | Gary Hocking      | John Surtees      | Bob Brown †       |
| 1958 | Hedemora     |                   | Alberto Gandossi   | Horst Fügner      | Geoff Duke        | Geoff Duke        |

† Carrera que no puntuaba para el Mundial.